# Micrasema primoricum
Micrasema primoricum är en nattsländeart som beskrevs av Lazar Botosaneanu 1990. Micrasema primoricum ingår i släktet Micrasema och familjen bäcknattsländor. Inga underarter finns listade i Catalogue of Life.